# Chaka Demus & Pliers

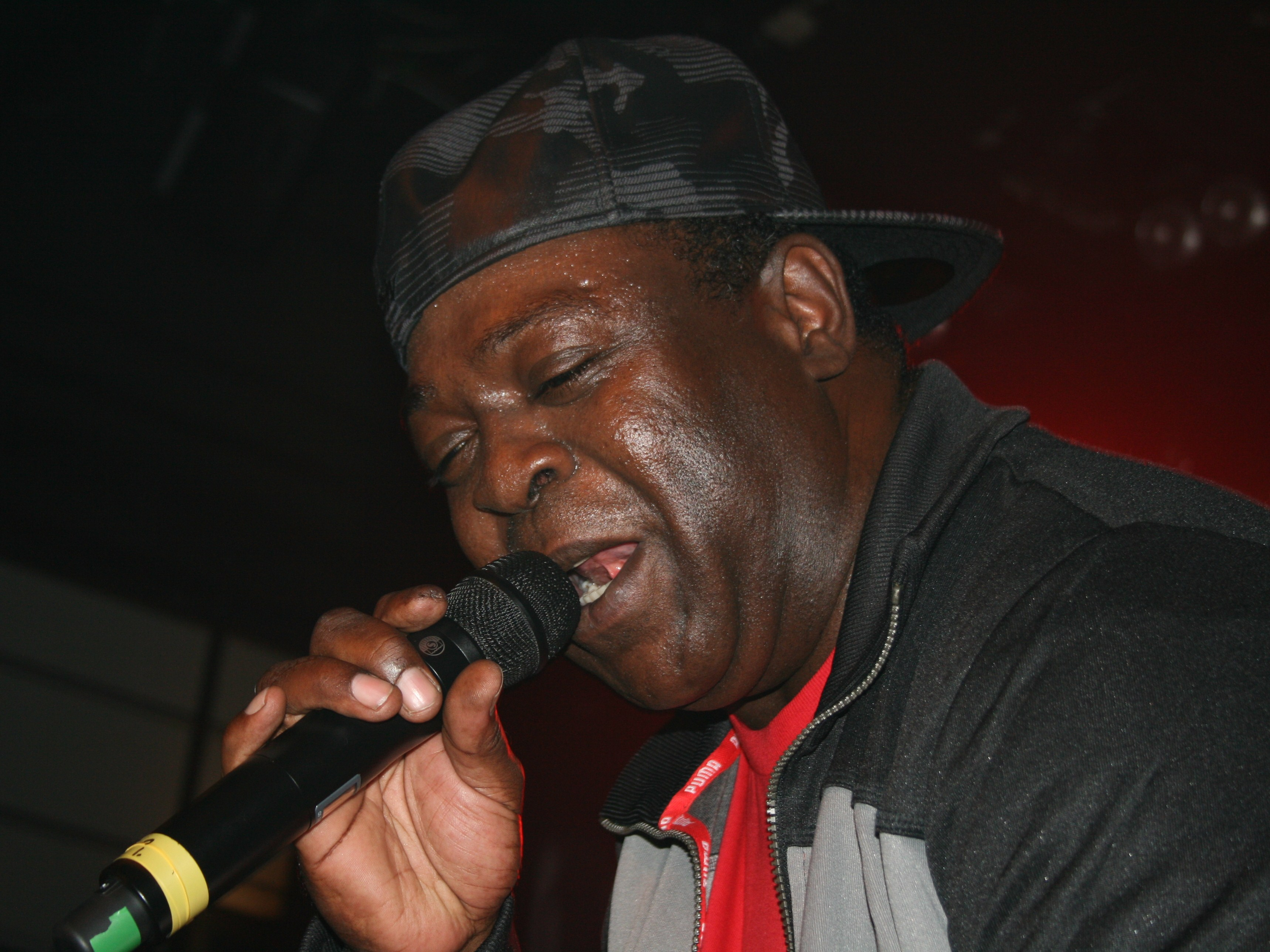
Chaka Demus, konsert i Stockholm 4 augusti 2009

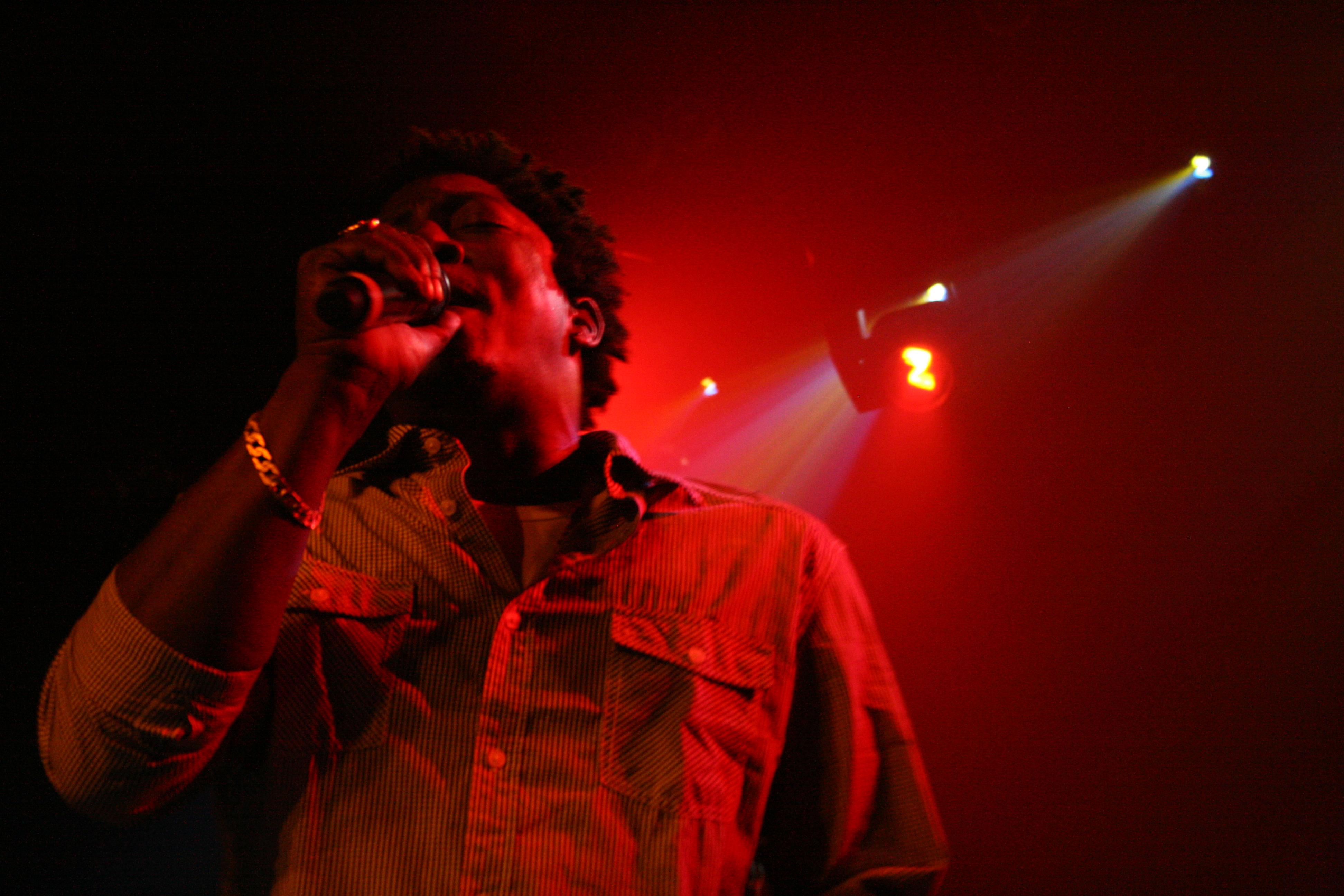
Pliers, konsert i Stockholm 4 augusti 2009

Chaka Demus & Pliers är en jamaicansk reggaeduo som nått internationella framgångar med bland andra hitsen '"Murder She Wrote", gjord till Bam Bam-rytmen var den bäst säljande dancehall-singeln 1992, "Twist and Shout", "Tease Me" och "Bam Bam", som är en cover på en låt av Toots and the Maytals. De är de första jamaicanerna som placerat tre efterföljande singlar top 5 på den brittiska topplistan.
Både deejay Chaka Demus (född John Taylor 16 april 1963) och sångaren Pliers (född Everton Bonner 4 april 1963) var etablerade musiker på Jamaica innan de började göra musik tillsammans 1991.

## Diskografi (i urval)

### Studioalbum
- 1991: No. 1
- 1992: Gal Wine Wine
- 1992: Bad Mind
- 1992: Gold
- 1993: All She Wrote
- 1993: Ruff This Year
- 1993: Tease Me
- 1995: She Don't Let Nobody
- 1996: Consciousness a Lick
- 1996: Unstoppable
- 1997: For Every Kinda People
- 2001: Help Them Lord
- 2001: Dangerous
- 2003: Trouble and War
- 2005: Back Against the Wall [Explorer 1]
- 2005: Back Against the Wall [Explorer 2]
- 2008: So Proud

### Singlar
- 1988: Pretty Robber
- 1992: Them a Watch Me
- 1993: I Wanna Be Your Man
- 1993: When I'm with You
- 1993: Twist & Shout (UK #1)